# ایندی فولک
ایندی فولک (انگلیسی: Indie folk) شاخه‌ای از موسیقی ایندی است که نخستین‌بار برای توصیف سبک برخی از هنرمندان ایندی راک که در دهه ۱۹۹۰ از عناصر موسیقی فولک معاصر و کانتری کلاسیک در آثارشان استفاده می‌کردند، به‌کار رفت و فراگیر شد. 
از پیشگامان این سبک می‌توان آنی دی‌فرانکو و دن برن را نام برد و از نمونه‌های متأخرتر می‌شود به فلیت فاکسز اشاره کرد.